# 김희승
김희승(金熹承, 2003년 1월 19일 ~ ) 대한민국의 축구 선수로, 포지션은 센터백, 수비형 미드필더이며 현재 K리그2 부산 아이파크 소속이다.